# يان كاساي
يان كاساي هو لاعب كرة قدم سويسري في مركز الهجوم، ولد في 14 أبريل 1998 في نوشاتيل في سويسرا. شارك مع منتخب سويسرا تحت 20 سنة لكرة القدم. أما مع النوادي، فقد لعب مع نادي زيورخ.

## وصلات خارجية
- يان كاساي على موقع قاعدة بيانات كرة القدم.إي يو (الإنجليزية)
- يان كاساي على موقع Soccerway.com (الإنجليزية)
- يان كاساي على موقع عالم كرة القدم.نت (الإنجليزية)